# 唐藍婚變
唐藍婚變是中華民國電影演員藍蘋和唐納的感情風波，唐納因此二度自殺，引發娛樂界轟動。

## 背景
1935年春，唐納為藍蘋在上海金城大戲院公演的易卜生名劇《娜拉》撰寫推薦文章，稱讚她是「一顆耀眼的新星」，並邀請藍蘋加入其所在的電通影業公司，藍蘋一时身价腾踊，因此二人開始發展感情，由同事轉為同居關係。1936年4月，趙丹和葉露茜、顧而已和杜小鵑、唐納和藍蘋在西湖畔六和塔前請沈鈞儒大律師為證婚人，鄭君里為司儀，一起旅行結婚。婚後，5月唐納攜藍蘋回蘇州家中住了一段時間，然而回到上海後二人開始發生爭吵。

## 事件
1936年5月底，藍蘋回濟南探望母親，對唐納稱稱「不要難過，6月10日我就回來！」，但其最後卻前往天津找前夫俞启威，甚至寄信給唐納謊稱自己腦膜炎身亡。6月25日，唐納乘火車前往濟南，得知藍蘋已離開濟南十餘日。唐納返回其下榻的大明湖附近旅店途中买了一磅消毒酒精与数盒红头火柴。在旅店房間試圖和着酒精吞火柴头，注意到他神色有异的茶房及时进房，將唐納送往医院急救，6月28日晨脱离危险。唐纳苏醒后，來探病的蓝蘋的姐姐向唐納吐露了實情。得到姐姐电报，得知唐纳自杀消息的蓝蘋从天津返回济南，6月30日晚随唐纳及赶来的郑君里登车返沪。

## 後續
經過這場風波，藍蘋和唐納的婚姻已難以維繫，1937年5月藍蘋与唐纳正式並登報宣布离婚，數日後的5月27日，唐纳再次在吴淞口跳海自杀，幸被及时捞起。听说唐纳第三次自杀，蓝苹在《聯華畫報》上发表了《唐纳和我为什么破裂》一文，表示“为了自己的身心健康”必须离开唐纳，还表示她“多次想自杀而没干，唐纳却真干了”，称自己“绝不学阮玲玉”。